# Frydek (okres Pszczyna)
Frydek (německy Siegfriedsdorf) je vesnice v gmině Miedźna, okrese Pszczyna ve Slezském vojvodství v Polsku. V letech 1975–1998 vesnice administrativně náležela do Katovického vojvodství. Žije zde přibližně 1 400 obyvatel.

## Poloha
Vesnice je jednou z šesti obcí, které jsou součástí gminy Miedźna. Nachází se v severovýchodní části gminy. Na severu je ohraničen lesem (Wolský les), kterým protéká řeka Pszczynka, levý přítok Visly. Na východě sousedí se vsí Gilowice, se kterou mají společnou školu a farnost s farním kostelem.
Sousední obce: Międzyrzecze, Wola, Gilowice, Miedźna, Ćwiklice a Jankowice.
Lesem vede mezinárodní cyklotrasa R4.

## Historie
Osadu zničenou třicetiletou válkou založil kolem roku 1630 Siegfried von Promitz pán na Pszczyně a pojmenoval ji svým jménem Siegfriedsdorf. V 17. století měla fojta a 14 malých hospodářství. V roce 2009 zde žilo 1068 obyvatel.
V roce 1984 byla zahájená stavba kostela, který byl 4. dubna 1988 zasvěcen Panně Marii. Projekt kostela navrhli Zygmunt Fagas a ing. Franciszek Klimek z Katovic, interiér kněz Hubert Seweryn. V roce 1985 byla ustanovena římskokatolická farnost Panny Marie pro ves Frydek a Gilowice. V roce 2005 byl u kostela postaven pomník papeži Janu Pavlovi II.

## Památný strom
V části vesnice Brozów se nachází památný strom dub letní (Quercus robur) s obvodem kmene 680 cm. Prohlášen byl v 1. listopadu 2006.